# Patient Ligodi
Patient Ligodi, né le 18 février 1984 à Goma, est un journaliste congolais.
Il est fondateur et directeur de publication de Actualite.cd. Il est également correspondant permanent de Radio France internationale en République démocratique du Congo. Il travaille également pour plusieurs autres médias dont Reuters, Le Monde, Radio Vatican et la RTBF, en tant que correspondant en Afrique centrale. Entrepreneur dans le secteur des médias, il a fondé et dirigé la radio Univers FM, deskeco.com et desknature.com. Il est aussi cofondateur du média en ligne Politico.cd. Il est initiateur et cofondateur de l’Association des Médias en ligne de la RDC (MILRDC) dont il a été le premier président.

## Biographie
Patient Ligodi naît à Goma, le 18 février 1984. Diplômé de l’Institut facultaire des sciences de l’information et de la communication (IFASIC), il commence sa carrière à la radio et dans la presse écrite, travaillant notamment pour Africanews et la radio Top Congo. Mettant sa carrière journalistique entre parenthèses entre 2006 et 2013, il travaille comme chargé de communication de plusieurs organisations internationales basées en RDC, comme Médecins sans frontières (MSF). Revenant dans le journalisme actif, bien que polyvalent, il se spécialise dans les reportages sur la sécurité dans les provinces de l’est du pays.
Il travaille également travaillé pour plusieurs programmes de développement des médias avec des organisations comme Journaliste en danger, Fondation Hirondelle ou encore Internews. Formateur, il est aussi assistant d’enseignement à l’IFASIC. Il a créé et dirigé Kinshasa News Lab, une organisation sans but lucratif engagée dans la promotion d'un journalisme de qualité, adapté à l'ère numérique et en harmonie avec un monde en constante évolution. À travers ses ouvrages, conférences et ateliers, Patient Ligodi est aussi un contributeur majeur à l'amélioration de l'écosystème de l'information en RDC.

### Prix
Patient Ligodi remporte en 2017 le Prix de la Liberté de la presse Lucien Tshipumpu. Cette récompense est décernée annuellement par l’Union nationale de la presse congolaise (UNPC).

## Publications
- Cadre légal des médias en RDC : Acquis et défis en perspective. : Outil pédagogique pour le journaliste 2024
- Sociologie du journalisme des problèmes publics à la croisée des discours : Caricatures et élection présidentielle en RDC (avec Achille Bundjoko et Kash Thembo),  2024
- Pollution de l’information : Fake News et Journalisme dans le monde et en République Démocratique du Congo, 2024
- Télévision publique et sous-développement en RDC, 2018.